# Іванівка (Голованівський район)
Іва́нівка (раніше — Антипо-Марківське) — село в Україні, у Надлацькій сільській громаді Голованівського району Кіровоградської області. Колишній центр Іванівської сільської ради.
Населення становить 594 особи.

## Історія

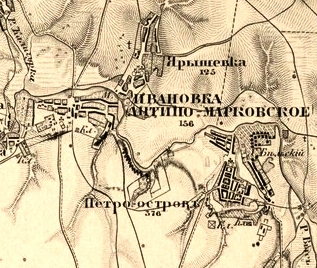
Іванівка (Антипо-Марківське) на військово-топографічній карті 1869 року

1859 року у власницькому містечку Іванівка (Велике Антипо-Марківське) Єлисаветградського повіту Херсонської губернії, мешкало 779 осіб (379 чоловічої статі та 398 — жіночої), налічувалось 140 дворових господарства, існували православна церква, єврейський молитовний будинок і бурякоцукровий завод, відбувались базари.
Станом на 1869 рік в містечку Іванівка (Антипо-Марківське) Єлисаветградського повіту нараховувалось 136 дворів.

## Населення
Згідно з переписом УРСР 1989 року чисельність наявного населення села становила 745 осіб, з яких 330 чоловіків та 415 жінок.
За переписом населення України 2001 року в селі мешкали 592 особи.

### Мова
Розподіл населення за рідною мовою за даними перепису 2001 року:
| Мова       | Відсоток |
| ---------- | -------- |
| українська | 96,63 %  |
| російська  | 2,53 %   |
| білоруська | 0,34 %   |
| молдовська | 0,34 %   |

## Відомі люди
- Білецький Іван Вікторович — український радянський діяч, голова Ровенської міської ради, заступник голови виконавчого комітету Ровенської обласної ради депутатів трудящих. Депутат Верховної Ради УРСР 1—2-го скликань.
- Гетьманець Михайло Захарович — Надзвичайний і Повноважний Посланник 2 класу. Заступник Постійного Представника Української РСР в ООН (1948—1950). Кандидат економічних наук. Член Спілки журналістів України.
- Рибак Натан Самійлович — радянський письменник.
- Солонар Максим Володимирович — солдат Збройних сил України, учасник війни на сході України.